# Rue de Boigne

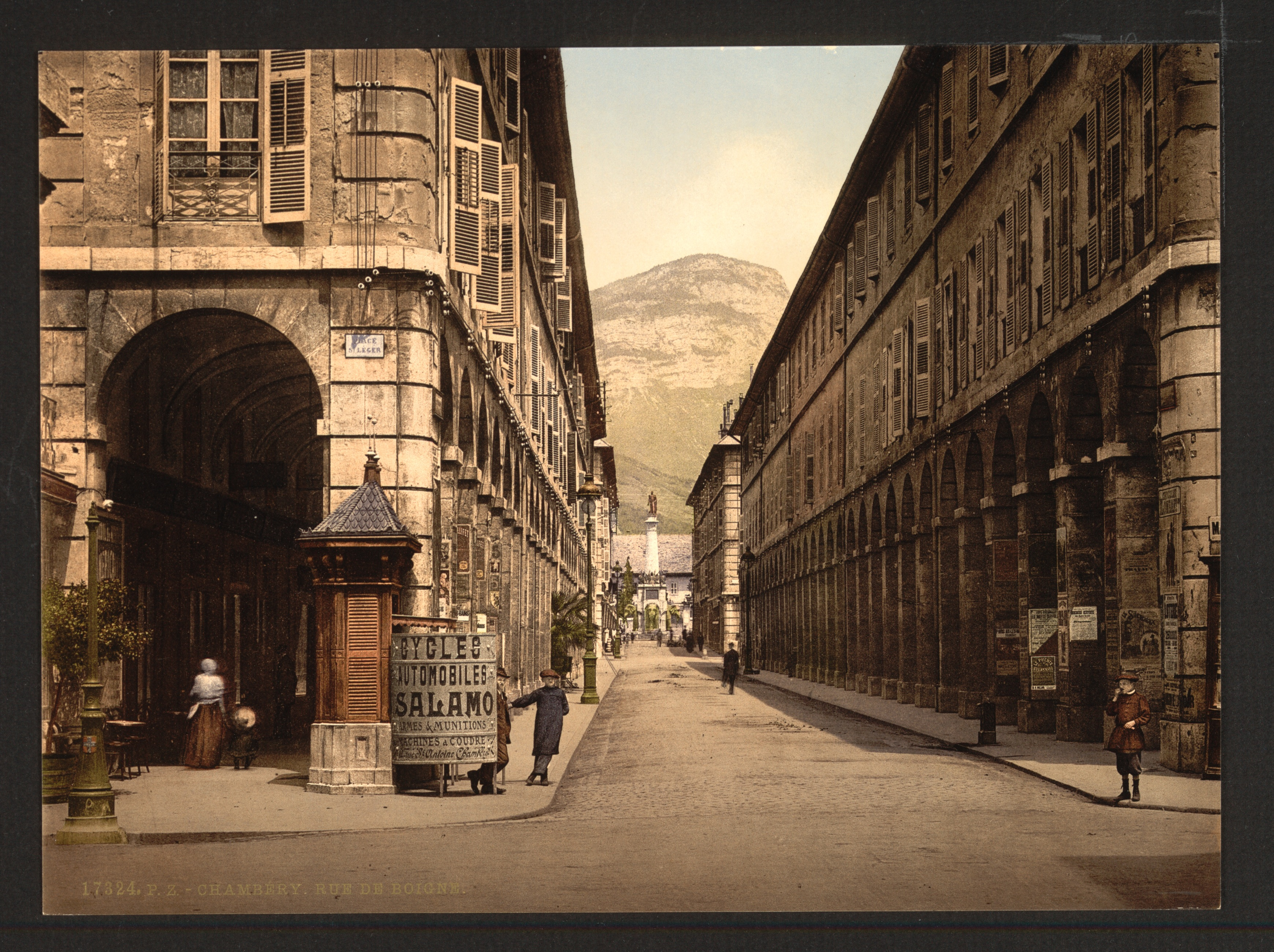
Die Rue de Boigne zwischen 1890 und 1900. Im Hintergrund der Elefantenbrunnen.

Die Rue de Boigne ist eine Geschäftsstraße im Zentrum von Chambéry im ostfranzösischen Département Savoie. Sie führt vom Château des Ducs de Savoie quer durch die Altstadt zum Elefantenbrunnen, wo sich bei der Trassierung der Straße 1824 die Stadtmauer befunden hat. Sie kreuzt den Place Saint-Léger, der 50 Jahre zuvor als urbanes Zentrum geschaffen wurde.
Diese Straße wurde von Benoît de Boigne (1751–1830) angeregt und finanziert, der sich in Indien Reichtümer geschaffen hatte und diese nach seiner Rückkehr seiner Geburtsstadt vermachte. Die Straßentrasse ging quer durch Baubestand der Altstadt, die als zu eng und unhygienisch empfunden wurde. Stand die Errichtung des Place Saint-Léger noch im Geist der Aufklärung, folgte man mit der Rue de Boigne der Idee Georges-Eugène Haussmanns, der als der Stadtplaner von Paris in der zweiten Hälfte des 19. Jahrhunderts gilt. Viele Großstädte folgten diesem Beispiel und es prägte sich dafür der Begriff Haussmannisierung.
Der Abbruch der alten, baufälligen und kleinteiligen Bausubstanz begann 1824. Boigne hatte zuvor seine Finanzierungszusage gemacht, so, wie er der Bevölkerung auch schon ein Altersheim und das Theater geschenkt hatte. Der Straßenverlauf ging von dem zwischen dem 11. und 15. Jahrhundert erbauten Schloss in gerader Linie auf die der Stadt gegenüberliegende Stadtmauer zu, wobei der Hauptplatz Place Saint-Léger im rechten Winkel gekreuzt wurde. Im Zeichen des späten Barock entstanden bis 1830 an beiden Seiten der Straße Stadtvillen in italienischem Stil für wohlhabende, bürgerliche Familien, die ihr Vermögen aus Handel und im Finanzwesen erwirtschaftet hatten. Die Häuser erhielten Arkaden, hinter denen Geschäfte und Kaffeehäuser entstanden. Das ursprüngliche Zentrum mit seinem länglichen Platz wurde mit diesem Straßenneubau erweitert. Schnell fand es eine hohe Akzeptanz bei der Bevölkerung. Das Ende der Straße wird vom Elefantenbrunnen abgeschlossen, der an die exotischen Unternehmungen Boignes erinnert. Auf der Mittelsäule des Brunnens wird an Boigne mit einer überlebensgroßen Bronzestatue in heldenhafter Pose erinnert.